# Dasht Jeyḩūn
Dasht Jeyḩūn (persiska: جِيحون, Jeyḩūn, دشت جیحون) är en ort i Iran.   Den ligger i provinsen Hormozgan, i den södra delen av landet, 1 000 km söder om huvudstaden Teheran. Dasht Jeyḩūn ligger 227 meter över havet och antalet invånare är 245.
Terrängen runt Dasht Jeyḩūn är kuperad åt sydväst, men åt nordost är den platt.Runt Dasht Jeyḩūn är det glesbefolkat, med 11 invånare per kvadratkilometer. Dasht Jeyḩūn är det största samhället i trakten. Trakten runt Dasht Jeyḩūn är ofruktbar med lite eller ingen växtlighet.